# Yo! Bum Rush the Show
Albums de Public Enemy
It Takes a Nation of Millions to Hold Us Back
(1988)
Singles
1. Public Enemy No. 1
Sortie : Mars 1987
2. You're Gonna Get Yours
Sortie : Juin 1987

Yo! Bum Rush the Show est le premier album studio de Public Enemy, sorti en 10 février 1987.
L'album s'est classé 28e au Top R&B/Hip-Hop Albums et 125e au Billboard 200 et a été certifié disque d'or par la Recording Industry Association of America (RIAA) le 3 octobre 1994.
NME l'a désigné « Meilleur album de l'année 1987 » et en 1998, il a été sélectionné parmi les « 100 meilleurs albums de rap » (100 Best Rap Albums) par The Source.
Selon le critique Cheo H. Coker, du magazine Vibe, Yo! Bum Rush the Show est, avec Licensed to Ill des beastie Boys et Radio de LL Cool J, l'un des trois albums ayant eu le plus d'influence dans l'histoire du hip-hop.

## Liste des titres
| No  | Titre                                       | Contient un (des) sample(s) de | Durée |
| --- | ------------------------------------------- | --- | ----- |
| 1.  | You're Gonna Get Yours                      | Getting It On de Dennis Coffey and The Detroit Guitar Band Super Sporm de Captain Sky | 4:04  |
| 2.  | Sophisticated Bitch (featuring Vernon Reid) | The Groove Line de Heatwave Friends de Whodini | 4:30  |
| 3.  | Miuzi Weighs a Ton                          | Different Strokes de Syl Johnson Rock Steady d'Aretha Franklin Synthetic Substitution de Melvin Bliss Christmas Rappin' de Kurtis Blow I Like Funky Music d'Uncle Louie Feel Good, Party Time de J.R. Funk and the Love Machine Yellowstone Park (Rocky Mountains) de Tangerine Dream | 5:44  |
| 4.  | Timebomb                                    | Just Kissed My Baby des Meters | 2:54  |
| 5.  | Too Much Posse                              | | 2:25  |
| 6.  | Rightstarter (Message to a Black Man)       | Here We Go (Live at the Funhouse) de Run–D.M.C. Grip It de Trouble Funk | 3:48  |
| 7.  | Public Enemy No. 1                          | Blow Your Head de Fred Wesley and The J.B.'s Feel the Heartbeat des Treacherous Three AJ Scratch de Kurtis Blow | 4:41  |
| 8.  | M.P.E.                                      | | 3:44  |
| 9.  | Yo! Bum Rush the Show                       | Shack Up de Banbarra | 4:25  |
| 10. | Raise the Roof                              | Fantastic Freaks at the Dixie de DJ Grand Wizard Theodore and The Fantastic Five Suicide's an Alternative / You'll Be Sorry des Suicidal Tendencies | 5:18  |
| 11. | Megablast                                   | Kool Is Back de Funk, Inc. All We Need (Is Another Chance) des Escorts | 2:51  |
| 12. | Terminator X Speaks With His Hands          | Just Kissed My Baby des Meters | 2:13  |